# Ötztal

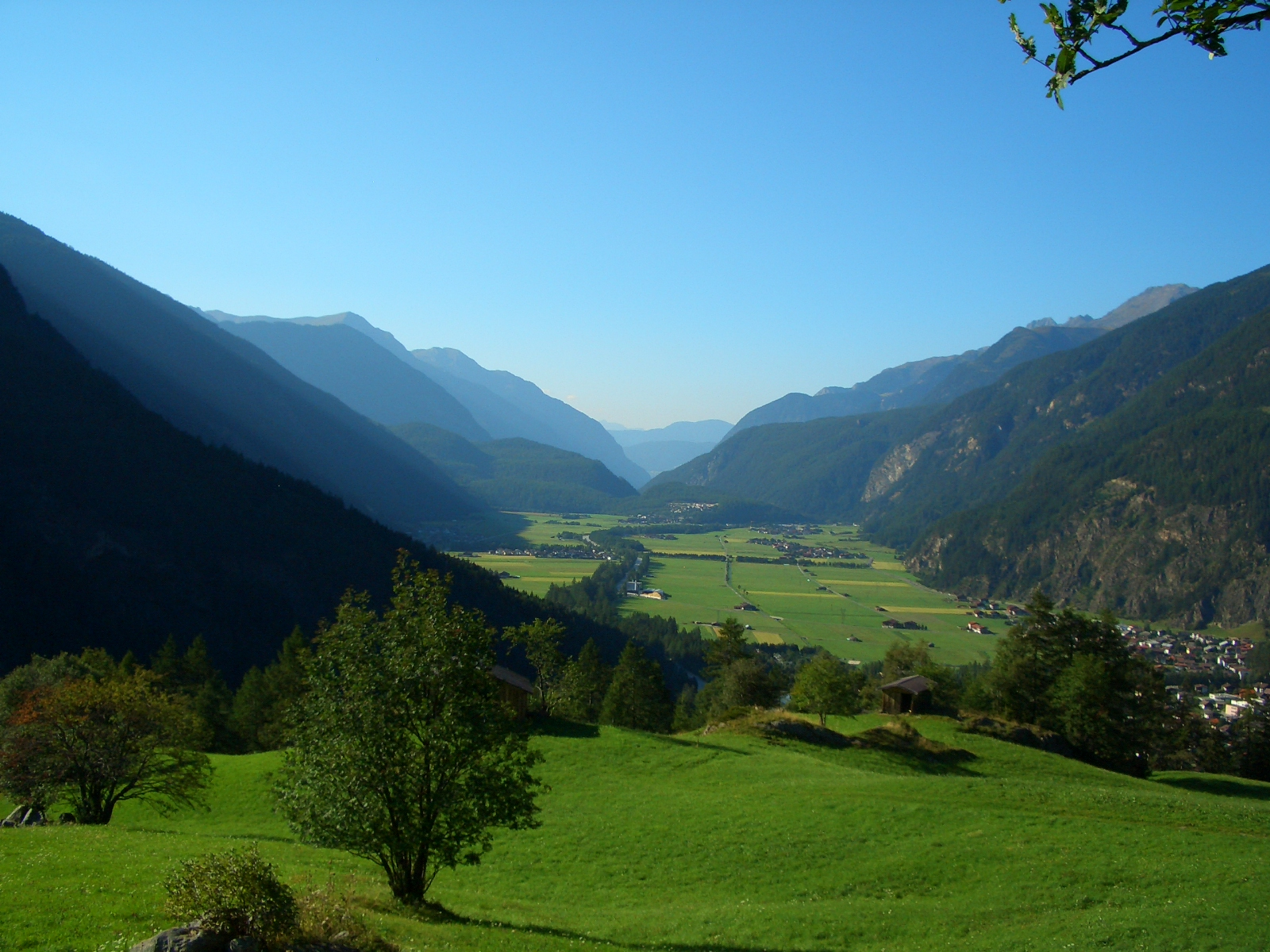
Vue de la vallée de l'Ötztal depuis Längenfeld.

L'Ötztal est une vallée latérale de l'Inn, en amont (sud-ouest) d'Innsbruck, dans le Tyrol autrichien, du nom de la ville d'Oetz, en aval.
Elle sépare les Alpes de l'Ötztal à l'ouest des Alpes de Stubai à l'est et la rivière qui y coule, l'Ötztaler Ache, prend sa source à proximité du col du Rombo (Timmelsjoch).

## Toponymie
Le nom de la vallée provient de la ville principale d'Oetz.
La vallée est surnommée la « vallée des millionnaires » en raison des stars et des nombreuses personnalités internationales qui y viennent en hiver pour skier et se reposer dans les différents villages dont Längenfeld, Huben et Sölden qui sont les plus importants et les plus célèbres.[réf. nécessaire]

## Géographie
L'Ötztal est une vallée alpine de direction nord-sud, longue de 65 km. C'est la plus longue vallée latérale de la vallée de l'Inn et la plus longue vallée transversale des Alpes orientales.
À environ 45 km à l'ouest d'Innsbruck, entre Haiming et Roppen, l'Ötztaler Ache se jette dans l'Inn, en contrebas du Tschirgant, à environ 670 mètres d'altitude. Le quartier Ötztal-Bahnhof de Haiming a été construit dans le cadre de la construction du chemin de fer de l'Arlberg et constitue l'entrée de la vallée.
Les langues glaciaires de l'époque de l'Ötztal ont façonné la vallée en un goulet étroit, qui a été divisé par plusieurs glissements de terrain. Les parties extérieure et centrale de la vallée ont été comblées par des glissements de terrain, dont les éboulis ont endigué l'Ötztaler Ache et crée des plaines alluviales. La longue vallée étroite entre Längenfeld et Sölden se divise en une zone touristique estivale dans le bas de la vallée et une zone de sports d’hiver plus haut dans la vallée. La vallée abrite cinq étages ; elle est parsemée de vergers et champs de céréales à l'entrée de la vallée jusqu'à la vaste région glaciaire.
La vallée est constituée des communautés d'Oetz, d'Umhausen, de Längenfeld, de Sölden et de Zwieselstein. À Zwieselstein, elle se divise entre les vallées de Gurgler et de Venter. La vallée de Timmelstal se jette dans la vallée de Gurgler, et relie Mérano au Tyrol du Sud avec le col du Rombo. Les plus grandes vallées latérales bifurquent principalement vers l'est. Seulement 5 % de la superficie de la vallée sont peuplés.
Les glaciers (connus dans la région sous le nom de Ferner) sont d'importants réservoirs d'eau et représentent 115 km2 (soit 13 % de la surface de la vallée). Les plus grands sont le Gurgler Ferner, le Schalfferner, le Vernagtferner et le Hintereisferner. Les fluctuations climatiques ont entraîné à plusieurs reprises l'avancée et le recul des glaciers, mais depuis le milieu du XIXe siècle, on observe un rétrécissement continu des glaciers. Les zones glaciaires de la vallée de l'Ötztal ont diminué de 95 km2 depuis 1850.
Il existe de nombreux lacs de montagne dans les Alpes de l'Ötztal et de Stubai, qui résultent de la fonte des glaciers.

## Histoire
La vallée comporte de nombreux sites touristiques dont l'église Sainte-Catherine de style gothique-baroque tardif à Längenfeld qui a été construite en 1303. La principale source de revenus de la vallée est le tourisme.

### Préhistoire
La vallée de l'Ötztal, est, depuis plusieurs millénaires, une des voies de circulation les plus importantes vers les Alpes méridionales. Au premier siècle, les marchandises (bois, tissus...) étaient transportées sur la route du Timmelsjoch en direction de Passeiertal pour être échangées ou vendues dans le Tyrol du Sud.

### Moyen Âge
Au Moyen Âge, la vallée et ses villages appartiennent à la famille de Montalbant, une famille noble ayant reçu la vallée en tant que fief de la part du comte du Tyrol Meinhart II. Un château fut alors construit au-dessus du village de Längenfeld sur un éperon rocheux qui domine la vallée. Il fut édifié en 1312. Aujourd'hui ce château n'existe plus. 
Par la suite, les seigneurs de Montalbant résident au château de Petersberg situé à l'entrée de la vallée.

### Renaissance
Au XIVe siècle, une des caractéristiques de la région était ses paysans libres qui vivaient dans la vallée principale de l'Ötztal. Gries et Huben furent alors les villages qui se libérèrent de la domination, soit du monastère de Frauenchiemsee soit de la famille de Montalbant.

### XIXeetXXesiècles
En plus de l'industrie du bétail au XIVe siècle, la culture du lin et son traitement était également la principale source de revenus de la région. En 1800, le lin dit « de Längenfeld » a été introduit à la bourse de Hambourg en raison de sa bonne qualité très réputée. Cette industrie a disparu de la vallée dans le milieu du XXe siècle.

### Depuis les années 2000
Depuis les années 2000, le tourisme, en particulier hivernal, est le facteur économique dominant dans la vallée.
Jusque dans les années 1970, le tourisme d'été a joué un rôle très important dans la vallée. Cependant avec l'expansion de la station de Sölden aux sports d'hiver, le tourisme d'été a perdu de plus en plus d'importance.
La vallée et les différents villes et villages se sont alors reconvertis dans le tourisme d'hiver et le ski, en rénovant les différents domaines skiables avec des infrastructures haut de gamme et ultramodernes.
De plus les différentes manifestations telles que les concerts donnés par de grand chanteurs et musiciens, la Coupe du monde de ski alpin ouverte chaque année sur le glacier de Sölden ou encore le tournage de films pour lesquels la vallée et ses montagnes ont servi de décors, ont contribué à l'arrivée d'une clientèle fortunée et renommée internationalement.
Les différents villes et villages de la vallée ont donc dû s'adapter à cette nouvelle clientèle au patrimoine financier conséquent en construisant de grands hôtels de luxe, une station thermale (l'Aqua Dome) et en accueillant de grands magasins tels que Dior ou Rolex.